# Saint-Christophe (Charente)
Saint-Christophe is een gemeente in het Franse departement Charente (regio Nouvelle-Aquitaine) en telt 315 inwoners (1999). De plaats maakt deel uit van het arrondissement Confolens.

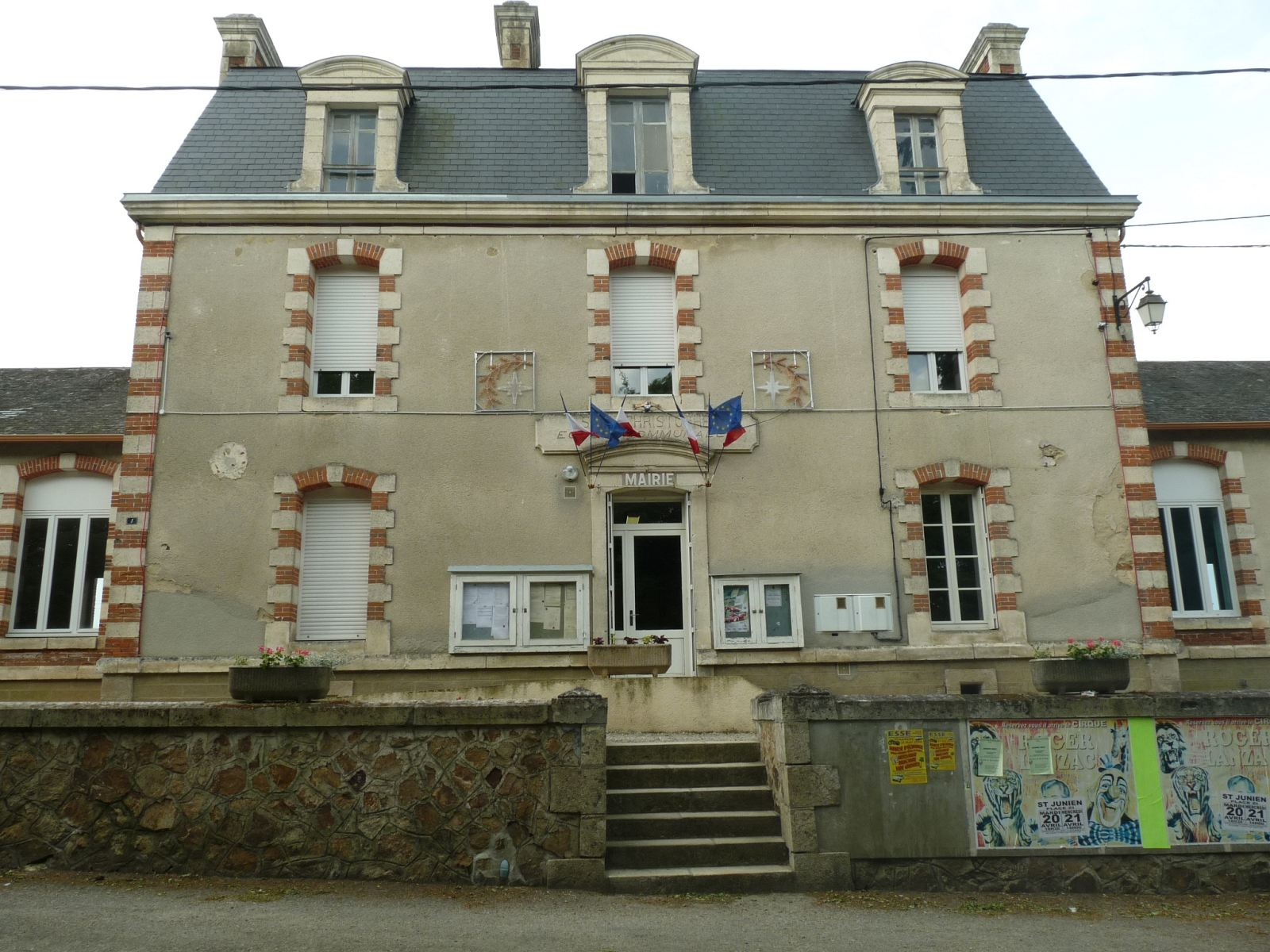
Gemeentehuis
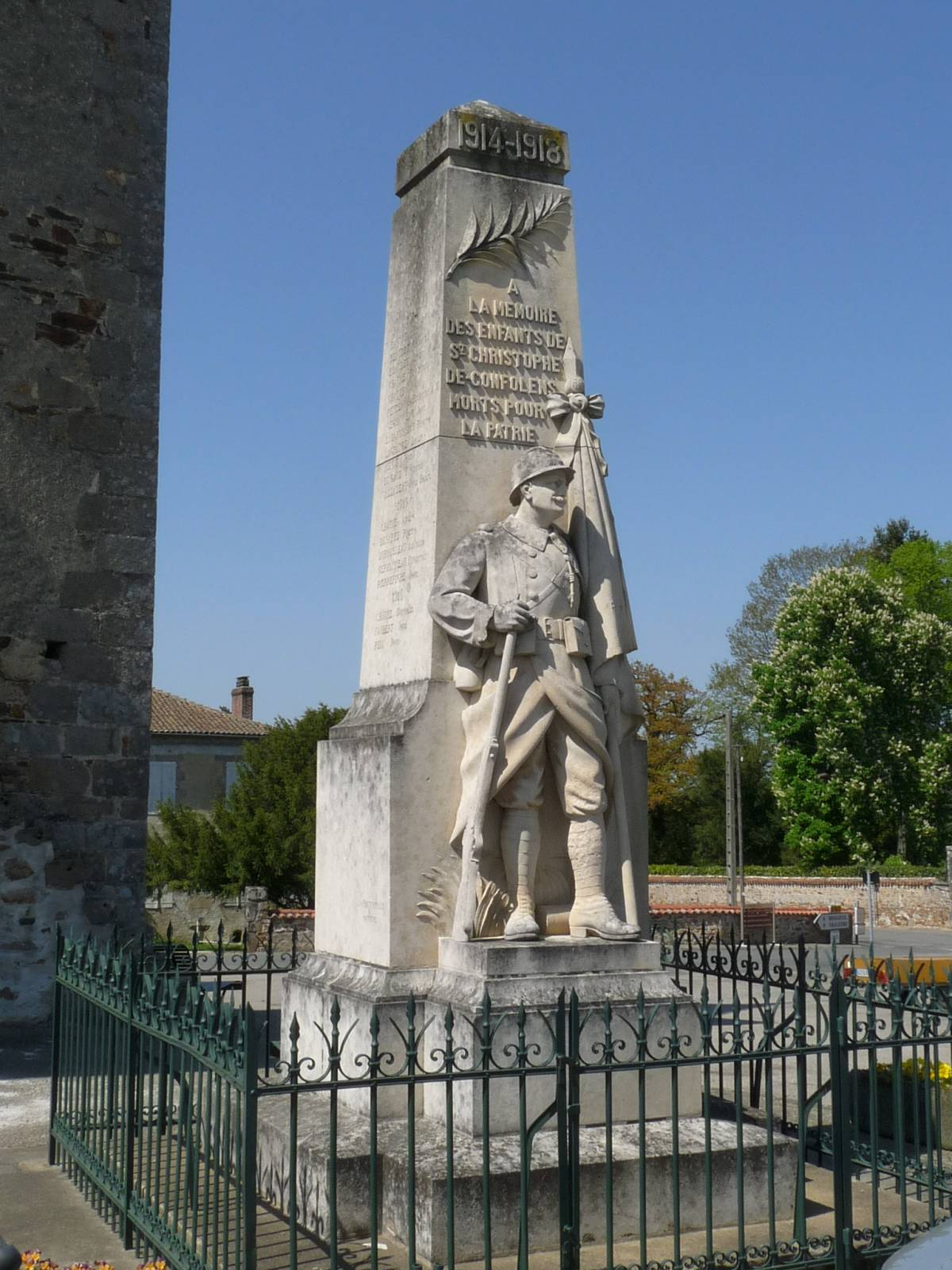
Monument

## Geografie
De oppervlakte van Saint-Christophe bedraagt 24,2 km², de bevolkingsdichtheid is 13,0 inwoners per km².
De onderstaande kaart toont de ligging van Saint-Christophe (Charente) met de belangrijkste infrastructuur en aangrenzende gemeenten.

## Demografie
Onderstaande figuur toont het verloop van het inwonertal (bron: INSEE-tellingen).

1. ↑  Populations de référence 2022.